# فانوس دریایی (فیلم ۱۹۹۸)
فانوس دریایی (اسپانیایی: El faro‎) یک فیلم درام اسپانیایی-آرژانتینی است که در سال ۱۹۹۸ منتشر شد.

## بازیگران
- اینگرید روبیو
- ریکاردو دارین
- نورما آله‌آندرو
- جیمنا بارون